# Prince de Waterloo
 (mars 2023).
Si vous disposez d'ouvrages ou d'articles de référence ou si vous connaissez des sites web de qualité traitant du thème abordé ici, merci de compléter l'article en donnant les références utiles à sa vérifiabilité et en les liant à la section « Notes et références ».
Le Prince de Waterloo (anglais : Prince of Waterloo, néerlandais : Prins van Waterloo) est un titre dans la noblesse belge et néerlandaise, détenu par le duc de Wellington. Fait unique, le titre est rattaché à un majorat; il s'agit donc de la dernière principauté toujours existante en Belgique.

## Histoire
Le titre a été créé par le roi Guillaume Ier des Pays-Bas pour le maréchal Arthur Wellesley, 1er duc de Wellington, comme reconnaissance pour la victoire contre Napoléon pendant la bataille de Waterloo en 1815. Le duc de Wellington, et ses descendants en ligne masculine, appartiennent à la noblesse belge et néerlandaise, le duc de Wellington porte le titre de "Prince de Waterloo" avec le prédicat de "Altesse Sérénissime" (néerlandais: Doorluchtigheid), il se transmet par ordre de primogéniture masculine. Le reste de sa descendance masculine porte le titre d'écuyer; Jonkheer (pour les hommes) et Jonkvrouw (pour les femmes) aux Pays-Bas.

## Principauté de Waterloo
En plus de ce titre, le roi des Pays-Bas a également accordé à Wellington 1.050 hectares de terres et un don annuel de 20.000 florins. À ce jour, les ducs de Wellington conservent le titre de prince de Waterloo, [1] et bénéficient d'un revenu annuel d'environ 100.000 £ provenant des locataires de longue date occupant le terrain.
Afin que Arthur Wellesley, 1er duc de Wellington, nouvellement devenu Prince de Waterloo, puisse avoir un train de vie princier, le roi Guillaume Ier des Pays-Bas avait décidé d'octroyer, en même temps que ce titre, un majorat de 1.083 hectares de bois situés sur les communes de Nivelles, Thines, Obaix, Vieux-Genappe, Baisy-Thy et Frasnes. Contrairement à l'idée qui y est véhiculée, il ne s'agit pas du champ de bataille de Waterloo mais de terrains environnants; les terres du champ de bataille appartenant déjà, depuis des siècles, à d'anciennes et puissantes familles nobles: Cornet d'Elzius, d'Oultremont, de Fierlant, ...
Les bois qui ce trouvaient dans le majorat, provenaient de ce qui était communément appelé les biens noirs : des biens restés en possession de l'État (les Pays-Bas), à la suite des confiscations de la Révolution française vingt ans plus tôt. En 1815, le royaume uni des Pays-Bas en hérita et c'est de là que viennent les terres offertes au premier prince de Waterloo. 

### Liste des Princes de Waterloo
- Arthur Wellesley, 1er Prince de Waterloo (1769–1852)
- Arthur Wellesley, 2e Prince de Waterloo (1807–1884)
- Henry Wellesley, 3e Prince de Waterloo (1846–1900)
- Arthur Wellesley, 4e Prince de Waterloo (1849–1934)
- Arthur Wellesley, 5e Prince de Waterloo (1876–1941)
- Henry Wellesley, 6e Prince de Waterloo (1912–1943)
- Gerald Wellesley, 7e Prince de Waterloo (1885–1972)
- Arthur Valerian Wellesley, 8e Prince de Waterloo (1915-2014)
- Arthur Charles Wellesley, 9e Prince de Waterloo (1945)

L'héritier est son propre fils, Arthur Gerald Wellesley (1978), il porte le titre de « Écuyer ».